# Jaren (stacja kolejowa)
Jaren – stacja kolejowa w Jaren, w regionie Oppland w Norwegii, jest oddalona od Oslo Sentralstasjon o 71,92 km. Jest położona na wysokości 207,2 m n.p.m.

## Ruch pasażerski
Leży na linii Gjøvikbanen. Jest elementem  kolei aglomeracyjnej w Oslo - w systemie SKM ma numer  300.  Obsługuje Oslo Sentralstasjon, Gjøvik. Jest stacją końcową dla części pociągów SKM z Oslo. 

## Obsługa pasażerów
Poczekalnia, automat biletowy, telefon publiczny, parking na 140 miejsc, parking dla rowerów, przystanek autobusowy, postój taksówek. Odprawa podróżnych odbywa się w pociągu.